# Uniforia
Uniforia е официалната топка на Европейското първенство по футбол през 2021 г., което се провежда в 12 европейски града от 11 юни до 11 юли 2021. Произвежда се от германската компания Adidas и е пусната официално на пазара на 6 ноември 2019 г.
През 2021 г. е представена Uniforia Finale - тя е с доста подобен на оригиналната топка дизайн и ще бъде използвана за полуфиналите и финалът на Евро 2020.

## Спецификации
Името Uniforia идва от думите unity (на английски: единство) и euphoria (на английски: еуфория). Tопката притежава характеристиките на тази на Световното първенство през 2018 г. Telstar 18. Притежава отлично кръгла форма, стабилност на полета, предвидимост след отскок, както и издръжливост.
Дизайнът се състои от бяла основа с черна графика, украсена с сини, жълти и розови линии. 12-те града домакини на състезанието (Амстердам, Баку, Билбао, Букурещ, Будапеща, Копенхаген, Дъблин, Глазгоу, Лондон, Мюнхен, Рим и Санкт Петербург) също се появяват на топката под формата на сложни шарки.
|  | Тази страница частично или изцяло представлява превод на страницата Uniforia в Уикипедия на френски. Оригиналният текст, както и този превод, са защитени от Лиценза „Криейтив Комънс – Признание – Споделяне на споделеното“, а за съдържание, създадено преди юни 2009 година – от Лиценза за свободна документация на ГНУ. Прегледайте историята на редакциите на оригиналната страница, както и на преводната страница, за да видите списъка на съавторите. ВАЖНО: Този шаблон се отнася единствено до авторските права върху съдържанието на статията. Добавянето му не отменя изискването да се посочват конкретни източници на твърденията, които да бъдат благонадеждни. |